# Massapaniek Bagdad 2005

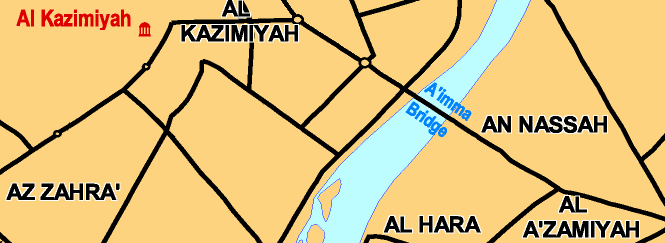
Pelgrims staken vanuit oostelijke richting de Al-Aaimmah brug over.

De Massapaniek op de Al-Aaimmah brug vond plaats in Bagdad op 31 augustus 2005. Hierbij kwamen 953 mensen om het leven. De tragedie gebeurde toen er paniek ontstond onder een menigte pelgrims die een brug over de Tigris overstaken. De bedevaartgangers werden doodgedrukt of verdronken in de rivier. Volgens ooggetuigen brak de paniek uit toen het gerucht ging dat iemand op het punt stond een zelfmoordaanslag te plegen.